# US Super Tour w biegach narciarskich 2013/2014
US Super Tour w biegach narciarskich 2013/2014 to kolejna edycja tego cyklu zawodów. Rywalizacja rozpocznie się 29 listopada 2013 w amerykańskim West Yellowstone, a zakończy 24 marca 2014 w amerykańskim Kincaid Park.
Obrońcą tytułu wśród mężczyzn był Amerykanin Michael Sinnott.

## Kalendarz i wyniki

### Kobiety
| Lp  | Data              | Miejscowość      | Dystans              | 1. miejsce     | 2. miejsce            | 3. miejsce        |
| --- | ----------------- | ---------------- | -------------------- | -------------- | --------------------- | ----------------- |
| 1.  | 29 listopada 2013 | West Yellowstone | Sprint s. dowolnym   | Caitlin Gregg  | Jennie Bender         | Rebecca Rorabaugh |
| 2.  | 30 listopada 2013 | West Yellowstone | 10 km s. dowolnym    | Caitlin Gregg  | Caitlin Patterson     | Kate Fitzgerald   |
| 3.  | 7 grudnia 2013    | Bozeman          | 10 km s. klasycznym  | Chelsea Holmes | Caitlin Patterson     | Caitlin Gregg     |
| 4.  | 8 grudnia 2013    | Bozeman          | Sprint s. klasycznym | Odwołany       | Odwołany              | Odwołany          |
| 5.  | 7 lutego 2014     | Craftsbury       | 5 km s. dowolnym     | Caitlin Gregg  | Caitlin Patterson     | Erika Flowers     |
| 6.  | 8 lutego 2014     | Craftsbury       | 15 km s. klasycznym  | Rosie Brennan  | Caitlin Gregg         | Anja Gruber       |
| 7.  | 9 lutego 2014     | Craftsbury       | Sprint s. dowolnym   | Caitlin Gregg  | Jennie Bender         | Caitlin Patterson |
| 8.  | 15 lutego 2014    | Saint Paul       | 10 km s. klasycznym  | Rosie Brennan  | Chelsea Holmes        | Jennie Bender     |
| 9.  | 16 lutego 2014    | Saint Paul       | 5 km s. dowolnym     | Caitlin Gregg  | Rosie Brennan         | Chelsea Holmes    |
| 10. | 22 marca 2014     | Kincaid Park     | 10 km s. dowolnym    | Kikkan Randall | Elizabeth Stephen     | Caitlin Gregg     |
| 11. | 23 marca 2014     | Kincaid Park     | Sprint s. klasycznym | Kikkan Randall | Sadie Maubet Bjornsen | Ida Sargent       |

### Mężczyźni
| Lp  | Data              | Miejscowość      | Dystans              | 1. miejsce            | 2. miejsce                 | 3. miejsce       |
| --- | ----------------- | ---------------- | -------------------- | --------------------- | -------------------------- | ---------------- |
| 1.  | 29 listopada 2013 | West Yellowstone | Sprint s. dowolnym   | Emil Johansson        | Reese Hanneman             | Ryan Scott       |
| 2.  | 30 listopada 2013 | West Yellowstone | 15 km s. dowolnym    | Mads Ek Strøm         | Brian Gregg                | Sylvan Ellefson  |
| 3.  | 7 grudnia 2013    | Bozeman          | 15 km s. klasycznym  | Dmitry Ozersky        | Miles Havlick              | Patrick Johnson  |
| 4.  | 8 grudnia 2013    | Bozeman          | Sprint s. klasycznym | Odwołany              | Odwołany                   | Odwołany         |
| 5.  | 7 lutego 2014     | Craftsbury       | 10 km s. dowolnym    | Scott Patterson       | Raphaël Couturier          | Patrick Caldwell |
| 6.  | 8 lutego 2014     | Craftsbury       | 20 km s. klasycznym  | Scott Patterson       | Reese Hanneman             | Welly Ramsey     |
| 7.  | 9 lutego 2014     | Craftsbury       | Sprint s. dowolnym   | Samuel Naney          | Dakota Blackhorse von Jess | Reese Hanneman   |
| 8.  | 15 lutego 2014    | Saint Paul       | 15 km s. klasycznym  | Matthew Phillip Gelso | Benjamin Saxton            | Michael Sinnott  |
| 9.  | 16 lutego 2014    | Saint Paul       | 10 km s. dowolnym    | Sylvan Ellefson       | Matthew Phillip Gelso      | Michael Sinnott  |
| 10. | 22 marca 2014     | Kincaid Park     | 15 km s. dowolnym    | Noah Hoffman          | Scott Patterson            | Erik Bjornsen    |
| 11. | 23 marca 2014     | Kincaid Park     | Sprint s. klasycznym | Reese Hanneman        | Benjamin Saxton            | Tyler Kornfield  |

## Klasyfikacje
| Lp. | Zawodnik              | Punkty |
| --- | --------------------- | ------ |
| 1.  | Caitlin Gregg         | 439    |
| 2.  | Rosie Brennan         | 362    |
| 3.  | Caitlin Patterson     | 361    |
| 4.  | Rebecca Rorabaugh     | 306    |
| 5.  | Erika Flowers         | 281    |
| 6.  | Jennie Bender         | 237    |
| 7.  | Kate Fitzgerald       | 186    |
| 7.  | Chelsea Holmes        | 186    |
| 9.  | Kikkan Randall        | 162    |
| 10. | Sadie Maubet Bjornsen | 146    |

| Lp. | Zawodnik              | Punkty |
| --- | --------------------- | ------ |
| 1.  | Reese Hanneman        | 366    |
| 2.  | Erik Bjornsen         | 224    |
| 3.  | Brian Gregg           | 214    |
| 4.  | Alexander Treinen     | 187    |
| 5.  | Sylvan Ellefson       | 182    |
| 6.  | Scott Patterson       | 168    |
| 7.  | Benjamin Saxton       | 165    |
| 8.  | Michael Sinnott       | 160    |
| 9.  | Miles Havlick         | 155    |
| 10. | Matthew Phillip Gelso | 146    |